# Алтар (вулкан)
Алтар или Капак-Урку— древний потухший вулкан. Располагается в провинции Чимборасо, Эквадор. Вулкан окружают около 8 пиков, которые чуть ниже самого Алтара.
Алтар — стратовулкан, высотой 5321 метр. Находится в Национальном парке Сангай, в 170 километрах к югу от Кито и в 20 километрах к востоку от Риобамбы.
Есть свидетельства индейцев, что вулкан был активен примерно в 1460 году и в течение 7 лет давал о себе знать. В 1467 году образовалось новообразование на кальдере, которое рухнуло и основание вулкана снова была усечено старой кальдерой. Но исследования геологов указали на более древний возраст извержения вулкана. Вулкан сложен базальтами и андезитами. В окрестностях вулкана образовались небольшие озёра, вода которых имеет различный оттенок вследствие присутствия различных вулканических примесей в породах базальта.
13 октября 2000 года большой блок андезитовых брекчий отломился от вулкана и направился на восточный склон горы. Впоследствии он остановил свой путь в 900-метрах от озера, которое было у подножия вулкана. Это падение спровоцировало волну высотой 50 метров, которая начала своё движения по западному склону. По пути потока воды образовались мощные сели с обломками вулканических пород и камней. 7-метровые блоки пород проделали свой путь длиной 300 метров, 1-метровые блоки проделали свой путь на расстояние 1,5 километра, достигнув близлежащей долины. Менее, чем за 2 минуты поток снёс 3 дома, которые были у подножия вулкана, 80 коров, 23 лошади. Поток достиг берегов реки Бланко, уровень который поднялся сразу на 30 метров в результате попадания горного селя в воду. Впоследствии нижняя часть долины, которая располагалась на высоте 3950 метров была покрыта 20-метровым слоем грязи. Погибло 13 человек.
Считается одной из сложных гор в техническом плане среди альпинистов.
Существуют разные интерпретации трактовки названия вулкана: 1) Название вулкана связано с тем, что испанцы увидели сходство близлежащих пиков с 2 монахинями и 4 послушниками, которые слушают епископа недалеко от церковного алтаря. 2) Возвышающаяся гора — это алтарь, а близлежащие пики — это вершины земных храмов.
Индейцы называют данную гору как «Гора Господня».